# VUZ
El VUZ (en ruso: ВУЗ) es como se conoce en Rusia y en casi toda la antigua Unión Soviética a los Institutos de Estudios Superiores (en ruso: Высшее учебное заведение), en los que se imparte alta preparación profesional. Cada VUZ tiene sus propias regulaciones y autonomía para preparar la asignaturas. Cada VUZ debe ser autorizado gubernativamente, y tienen capacidad para diplomar a sus graduados.

## Tipos de VUZ
Hoy en día las VUZ en la Federación Rusa están subdivididos en tres clasificaciones:
Universitarias.- Institución educacional multicurricular, con buena oferta de titulaciones en diferentes campos del conocimiento.
Academia.- Prepara un amplio grupo de especialidades en algunos temas de la actividad humana (agricultura, salud, etc.)
Instituto.- Prepara especialistas para trabajos disponibles localmente en la zona.
La investigación científica se realiza en los VUZ de todos los tipos, aunque la más importante es la universitaria.

## Formas de funcionamiento
- Formación asistencial
- Formación por correspondencia
- Formación verpertina
- Formación a distancia

## Estructura de los VUZ
Las bases de la estructura de los VUZ tiene una antigüedad de más de 500 años.
Los rectores del VUZ, se dedica a la solución de problemas de funcionamiento y de planteamiento de trabajo del VUZ, mientras que sus ayudantes se dedican a distintas ramas de formación. El consejo académico resuelve problemas de desarrollo de programa del VUZ.